# Kongou Zarmagandey
Kongou Zarmagandey (auch: Kongou Gorou Zarmagandey) ist ein Dorf im Arrondissement Niamey IV der Stadt Niamey in Niger.

## Geographie
Das von einem traditionellen Ortsvorsteher (chef traditionnel) geleitete Dorf liegt im ländlichen Gemeindegebiet von Niamey am nördlichen Ufer des Kongou-Sees im Trockental Kori de Ouallam. Zu den umliegenden Siedlungen zählen der Weiler Gayi Kouara im Nordwesten, das Dorf Kongou Gorou im Nordosten und der Weiler Gorou Kaina im Südwesten.

## Geschichte
Kongou Zarmagandey gehörte bis Anfang des 21. Jahrhunderts zu Niamey III, bevor es zu Niamey IV wechselte.

## Bevölkerung
Bei der Volkszählung 2012 hatte das Dorf 672 Einwohner, die in 78 Haushalten lebten. Bei der Volkszählung 2001 betrug die Einwohnerzahl 439 in 68 Haushalten.

## Wirtschaft und Infrastruktur
Zwischen Kongou Zarmagandey und dem Nachbardorf Kongou Gorou erstrecken sich Hunderte von Obstgärten und Gärtnereien, die Niamey mit frischem Obst und Gemüse versorgen. Ein einfaches Gesundheitszentrum (case de santé) wurde 2004 eröffnet.